# Kral Şakir: Korsanlar Diyarı
Kral Şakir: Korsanlar Diyarı es un largometraje de animación turco producido por BKM, producido por el estudio de animación Grafi2000 y estrenado el 4 de octubre de 2019. La película fue vista por más de 2,1 millones de personas en los cines turcos y recaudó aproximadamente 34,3 millones de liras.
Mientras Şakir y sus amigos están bajo un submarino, aparece un monstruo y Şakir intenta encontrar la bola de oro en la tierra de los piratas.

## Personajes
| Personaje     | Descripción | Actor de voz  |
| ------------- | --- | ------------- |
| Shakir        | Es uno de los principales protagonistas de la película. Es un león en la película y siempre usa un sombrero. Su sombrero puede cambiar en cualquier lugar.                                                                           | Mustafa Oral  |
| Ramzi         | Es el padre de Şakir y un león como Şakir, es una persona parecida a un Niño a la que le encanta jugar. | Atilla Sendil |
| Necati        | Es un Elefante morado. Trabaja como conserje en la Escuela. Aunque sus padres son ricos, él no es rico. Es el primer conserje de la escuela. El resto del tiempo duerme, come y juega videojuegos. Por lo general, siempre deambula. | Levent Unsal  |
| Canan         | Es un gato de color blanco. Ella es la hermana de Şakir. Es muy inteligente y suele leer libros. | Didem Atlıhan |
| Kadriye       | Ella es la madre de Şakir y Canan, y también es una gata blanca. Suele hacer la limpieza de la casa y cocinar. | Sema Kahriman |
| Abuelo Peyami | Es el abuelo de Şakir. Es una tortuga vieja. | Sedat Yilmaz  |
| Uyuz Tanju    | Es un vagabundo que vive en basureros y siempre se come las cosas ajenas. Şakir, Remzi y Necati se hacen amigos de él. | Hakan Akın    |
| Mirket        | Es un científico muy inteligente. Hace complejos inventos en su propio laboratorio. Con su astucia, protege a Şakir, a su familia y al vecindario de personas maliciosas.                                                            | Onur Akgülgil |
| Buitre Kursat | Es un rico arrogante que viste un vestido negro. Es muy confiado y siempre vuelve las cosas oscuras. Tiene dos hombres con él. | Baris Özgenc  |
| Gorila Ercan  | Es la persona que siempre está al lado de Akbaba Kürşat y lo ayuda en el trabajo sucio del buitre Kürşat. | Sinan Divrik  |
| Cuneyt Gruñón | Es un lagarto gruñón que vive en el apartamento frente al apartamento de Şakir y su familia. Es muy viejo y solía ser un comediante famoso.                                                                                          | Koray Aktas   |
| Cabra Necmi   | Es un chivo testarudo con Necati. Es vecino de Necati y en el barrio se le conoce como Necmi terco. | Desconocido   |